# 乐业镇 (会泽县)
乐业镇，是中华人民共和国云南省曲靖市会泽县下辖的一个镇。

## 行政区划
乐业镇下辖以下地区：
罗布古社区、马厂村、科作落村、二顺村、清水村、射落村、横山村、双沟村、拖落村、黑山村、乐业村、大麦冲村、曾家村、长岭村、鲁珠村、六合村、团坡村、务嘎村、阿布卡村、丫口村、鲁贝村、耳落村、半山村、梭落村和碑木村。